# Microphis insularis
Microphis insularis är en fiskart som först beskrevs av Hora 1925.  Microphis insularis ingår i släktet Microphis och familjen kantnålsfiskar. IUCN kategoriserar arten globalt som sårbar. Inga underarter finns listade i Catalogue of Life.